# FTTH
FTTH(Fiber To The Home)는 광섬유를 집안까지 연결한다는 뜻으로, 초고속 기가 인터넷 설비 방식의 한 종류이다. FTTP(Fiber to the premises)라고도 한다.
KT의 통신상품에 대한 대한민국 등록상표로 지정되어 있다. 원래는 두루넷(현 SK브로드밴드)의 등록상표였으나 등록료 미납으로 등록 '포기' 처분되었다.
유리 섬유 재질이라, 집안까지 광 케이블이 연결되어 레이저 빔으로 통신을 하므로 품질과 속도에서 우수하며 구리 재질로 된 동축 케이블에 비해 밖의 날씨와 낙뢰 및 전기, 전파 등에 의한 품질 저하에 영향을 받지 않는다.

## 대한민국의 FTTH
현재 대한민국에서 서비스되는 FTTH 방식의 선두 업체인 KT가 제일 처음 집안까지 광섬유를 끌고 오는 방식으로 시작했고, 후발 업체인 SK브로드밴드, LG유플러스의 기가 인터넷 서비스는 집안까지 광섬유 케이블이 들어온 후 집안에 설치되어 있는 광섬유 케이블 모뎀을 통해 빛의 신호를 전기신호로 바꾼후 PC로 연결된다.
100Mbps급에서 광섬유 케이블 교체 없이 그대로 모뎀 교체만으로 최고 1Gbps의 속도로 서비스가 가능하다. FTTH서비스 지역은 정보통신 특등급 인증을 받은 아파트를 비롯한 주택과 공장지대, 산간(시골)등 FTTH 광포트가 설치되어 있는 지역에서 사용 가능하다.
인터넷 속도와 보급률이 높은 대한민국에서는 기존 xDSL과 동축 케이블인 HFC 방식은 점진적으로 감소하는 추세이고 인터넷 보급이 어렵거나 낙후된 산간,오지,시골 지역도 네트워크 품질 향상 차원에서, FTTH로 전부 교체 및 보급되고 있다.

## 관련 기술
현재는 구부림 특성을 대폭 강화해 볼펜 굵기(반경 5mm)의 막대에 여러 차례 감아도 데이터 손실이 거의 없는 굴곡특성 광섬유(E-BIF)가 상용화되었다.

## 참조
1. ↑  대한민국 상표등록번호 41-0070169-0000, 2004년 3월 23일 KT에 양도